# Fred Etchen
Fred Rudolph Etchen, Sr. (ur. 25 września 1884 w Coffeyville, zm. 6 listopada 1961 w Phoenix) – amerykański strzelec, mistrz olimpijski.
Pracował w branży motoryzacyjnej. Wygrał drużynowy turniej British Open Trapshoot, zaś w 1926 roku zwyciężył w mistrzostwach świata w strzelaniu do żywych ptaków. W latach 1925–1939 był 17-krotnym mistrzem stanu Kansas. Jeden ze współzałożycieli American Trapshooting Association. Po odejściu na emeryturę szkolił instruktorów w szkołach strzeleckich podczas II wojny światowej.
Etchen uczestniczył w Letnich Igrzyskach Olimpijskich 1924 w dwóch konkurencjach (równocześnie będąc kapitanem reprezentacji Stanów Zjednoczonych w trapie). W trapie indywidualnym osiągnął 24. wynik. W zmaganiach drużynowych Amerykanie zostali złotymi medalistami, a Etchen uzyskał czwarty wynik w zespole (skład reprezentacji: Fred Etchen, Frank Hughes, John Noel, Clarence Platt, Samuel Sharman, William Silkworth).
Jest autorem książki How to Be an Expert at Shotgun Shooting.

## Wyniki

### Igrzyska olimpijskie
| Igrzyska | Konkurencja | Wynik                           | Miejsce | Źródło |
| -------- | ----------- | ------------------------------- | ------- | ------ |
| IO 1924  | Trap        | 89 pkt.                         | 24      | [ 1 ]  |
| IO 1924  | Trap        | 363 pkt. (druż.) 89 pkt. (ind.) |         | [ 2 ]  |